# ATP Challenger Manerbio
Das ATP Challenger Manerbio (offizieller Name: Internazionali di Manerbio – Trofeo Dimmidisì) war ein Tennisturnier in Manerbio, Italien, das von 1999 bis 2011 und von 2015 bis 2017 stattfand. Nach einjähriger Pause wurde es 2019 erneut einmalig Teil des Turnierkalenders. Es war Teil der ATP Challenger Tour und wurde im Freien auf Sandplatz ausgetragen. Attila Sávolt ist mit zwei Titeln im Einzel sowie einem Titel im Doppel Rekordsieger.

## Liste der Sieger

### Einzel
| Jahr                         | Sieger                  | Finalgegner              | Ergebnis          |
| ---------------------------- | ----------------------- | ------------------------ | ----------------- |
| 2019                         | Federico Gaio           | Paolo Lorenzi            | 6:3, 6:1          |
| 2018                         | nicht ausgetragen       | nicht ausgetragen        | nicht ausgetragen |
| 2017                         | Roberto Carballés Baena | Guillermo García López   | 6:4, 2:6, 6:2     |
| 2016                         | Leonardo Mayer          | Filip Krajinović         | 7:63, 7:5         |
| 2015                         | Andrei Kusnezow         | Daniel Muñoz de la Nava  | 6:4, 3:6, 6:1     |
| 2012–2014: nicht ausgetragen |                         |                          |                   |
| 2011                         | Adrian Ungur            | Peter Gojowczyk          | 4:6, 7:64, 6:2    |
| 2010                         | Robin Haase             | Marco Crugnola           | 6:3, 6:2          |
| 2009                         | Federico Delbonis       | Leonardo Tavares         | 6:1, 6:3          |
| 2008                         | Victor Crivoi           | Christophe Rochus        | 7:610, 6:2        |
| 2007                         | Jiří Vaněk              | Éric Prodon              | 6:0, 6:4          |
| 2006                         | Andreas Vinciguerra     | Adrián García            | 7:63, 6:1         |
| 2005                         | Oliver Marach           | Melle van Gemerden       | 6:3, 6:2          |
| 2004                         | Nicolás Almagro         | Francesco Aldi           | 7:65, 6:4         |
| 2003                         | Olivier Patience        | Martín Vassallo Argüello | 3:6, 6:3, 7:63    |
| 2002                         | David Ferrer            | Vadim Kutsenko           | 6:2, 6:0          |
| 2001                         | Attila Sávolt (2)       | Irakli Labadse           | 7:5, 6:2          |
| 2000                         | Stefano Tarallo         | Kris Goossens            | 6:3, 6:4          |
| 1999                         | Attila Sávolt (1)       | Thierry Guardiola        | 6:4, 7:63         |

### Doppel
| Jahr                         | Sieger                                       | Finalgegner                            | Ergebnis          |
| ---------------------------- | -------------------------------------------- | -------------------------------------- | ----------------- |
| 2019                         | Fabrício Neis Fernando Romboli               | Sadio Doumbia Fabien Reboul            | 6:4, 7:64         |
| 2018                         | nicht ausgetragen                            | nicht ausgetragen                      | nicht ausgetragen |
| 2017                         | Romain Arneodo Hugo Nys                      | Michail Jelgin Roman Jebavý            | 4:6, 7:63, [10:5] |
| 2016                         | Nikola Mektić Antonio Šančić                 | Juan Ignacio Galarza Leonardo Mayer    | 7:5, 6:1          |
| 2015                         | Flavio Cipolla Daniel Muñoz de la Nava       | Gero Kretschmer Alexander Satschko     | 7:65, 3:6, [11:9] |
| 2012–2014: nicht ausgetragen |                                              |                                        |                   |
| 2011                         | Dustin Brown Lovro Zovko                     | Alessio di Mauro Alessandro Motti      | 7:64, 7:5         |
| 2010                         | Robin Haase Thomas Schoorel                  | Diego Junqueira Gabriel Trujillo Soler | 6:4, 6:4          |
| 2009                         | Alessio di Mauro Simone Vagnozzi             | Yves Allegro Jesse Huta Galung         | 6:4, 3:6, [10:4]  |
| 2008                         | Thomas Fabbiano Boris Pašanski               | Massimo Dell’Acqua Alessio di Mauro    | 7:67, 7:5         |
| 2007                         | Antal van der Duim Boy Westerhof             | Frederico Gil Alberto Martín           | 7:64, 3:6, [10:8] |
| 2006                         | Gabriel Moraru Adrian Ungur                  | Michał Przysiężny Federico Torresi     | 6:3, 6:3          |
| 2005                         | Melle van Gemerden Rogier Wassen             | Daniel Köllerer Oliver Marach          | 6:3, 6:4          |
| 2004                         | Petr Luxa Martin Štěpánek                    | Johan Landsberg Rogier Wassen          | 6:4, 6:2          |
| 2003                         | Mariusz Fyrstenberg (2) Marcin Matkowski (2) | Nicolás Almagro Roberto Menéndez       | 6:2, 6:4          |
| 2002                         | Mariusz Fyrstenberg (1) Marcin Matkowski (1) | Anthony Ross Dušan Vemić               | 6:4, 7:64         |
| 2001                         | Attila Sávolt Thomas Strengberger (2)        | Alessandro Da Col Andrea Stoppini      | 7:5, 7:5          |
| 2000                         | Jordan Kerr Damien Roberts                   | Bernardo Mota Ladislav Švarc           | 7:61, 6:4         |
| 1999                         | Thomas Strengberger (1) Massimo Valeri       | Federico Browne Francisco Cabello      | 6:3, 6:3          |